# Швеция на зимних Олимпийских играх 1960

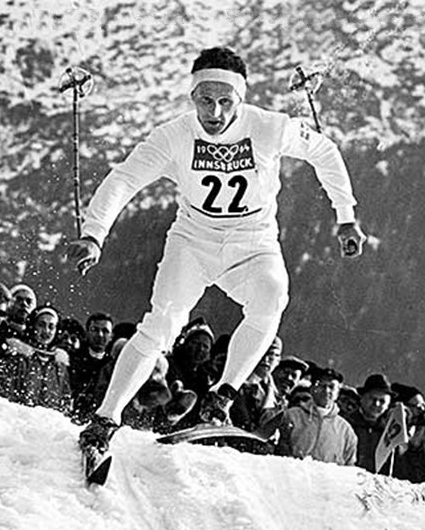
Сикстен Йернберг в 1964 году

Швеция принимала участие в Зимних Олимпийских играх 1960 года в Скво-Велли (США) в восьмой раз за свою историю, и завоевала три золотые, две серебряные и две бронзовые медали. Сборную страны представляли 6 женщин.

## Медали
| Швеция на олимпиаде 1960 года в Скво-Велли | Швеция на олимпиаде 1960 года в Скво-Велли            | Швеция на олимпиаде 1960 года в Скво-Велли | Швеция на олимпиаде 1960 года в Скво-Велли | Швеция на олимпиаде 1960 года в Скво-Велли |
| Медаль                                     | Спортсмен                                             | Вид спорта                                 | Дисциплина                                 | Результат                                  |
| ------------------------------------------ | ----------------------------------------------------- | ------------------------------------------ | ------------------------------------------ | ------------------------------------------ |
| Золото                                     | Сикстен Йернберг                                      | Лыжные гонки                               | 30 км                                      | 1.51.03,9                                  |
| Золото                                     | Клас Лестандер                                        | Биатлон                                    | 20 км                                      | 1.33.21,6 (0)                              |
| Золото                                     | Ирма Йоханссон Бритт Страндберг Соня Рутстрём-Эдстрём | Лыжные гонки                               | 3 x 5 км, эстафета, женщины                | 57.30,0                                    |
| Серебро                                    | Сикстен Йернберг                                      | Лыжные гонки                               | 15 км                                      | 51.58,6                                    |
| Серебро                                    | Рольф Ремгорд                                         | Лыжные гонки                               | 30 км                                      | 1.51.16,9                                  |
| Бронза                                     | Чель Бекман                                           | Конькобежный спорт                         | 10 000 метров                              | 16.14,2                                    |
| Бронза                                     | Рольф Ремгорд                                         | Лыжные гонки                               | 50 км                                      | 3.02.46,7                                  |